# Olympisch kwalificatietoernooi voetbal 2020 (CONMEBOL mannen)
Het Olympisch kwalificatietoernooi voetbal 2020 voor landen die lid zijn van de CONMEBOL (voetbalbond van het Zuid-Amerikaanse continent) werd gespeeld tussen 18 januari en 9 februari 2020 in Colombia. Dit is het kwalificatietoernooi voor het voetbaltoernooi op de Olympische spelen van 2020 in Japan. De nummers 1 en 2 plaatsen zich voor dat toernooi. Argentinië won het toernooi voor de vijfde keer.

## Stadions
Er werden 3 stadions geselecteerd voor dit toernooi.
| Pereira                                            | Bucaramanga                              | Armenia                                          |
| -------------------------------------------------- | ---------------------------------------- | ------------------------------------------------ |
| Estadio Hernán Ramírez Villegas Capaciteit: 36.500 | Estadio Alfonso López Capaciteit: 28.000 | Estadio Centenario de Armenia Capaciteit: 20.716 |
|                                                    |                                          |                                                  |
| · Pereira Bucaramanga Armenia                      |                                          |                                                  |

## Loting
De loting voor het toernooi werd gehouden op 5 november 2019 om 19:00 (UTC−5) in een zaal van de Colombiaanse voetbalfederatie in Bogotá, Colombia. De landen werden verdeeld over 5 potten, in iedere pot kwamen twee landen. Het gastland Colombia en Brazilië (de huidige olympisch kampioen en beste land in de FIFA-ranking kwamen in pot 1 terecht en werden verdeeld in respectievelijk groep A en B. De overige landen werden verdeeld op basis van de FIFA-ranking.
| Pot 1                          | Pot 2                          | Pot 3                    | Pot 4                            | Pot 5                         |
| ------------------------------ | ------------------------------ | ------------------------ | -------------------------------- | ----------------------------- |
| - Colombia (10) - Brazilië (3) | - Uruguay (5) - Argentinië (9) | - Chili (17) - Peru (19) | - Venezuela (26) - Paraguay (41) | - Ecuador (63) - Bolivia (75) |

## Groepsfase

### Groep A
| Team       | Ptn | Wed | W | G | V | DV | DT | DS | Resultaat            |
| ---------- | --- | --- | - | - | - | -- | -- | -- | -------------------- |
| Argentinië | 9   | 4   | 2 | 0 | 0 | 9  | 2  | +7 | Naar de finaleronde. |
| Colombia   | 7   | 4   | 2 | 1 | 1 | 7  | 3  | +4 | Naar de finaleronde. |
| Chili      | 7   | 4   | 2 | 1 | 1 | 4  | 2  | +2 |                      |
| Venezuela  | 3   | 4   | 1 | 0 | 3 | 3  | 7  | −4 |                      |
| Ecuador    | 0   | 4   | 0 | 0 | 4 | 0  | 9  | −9 |                      |

|                               |         |                                           |       |                                                                           |
| 18 januari 2020 18:00 (UTC−5) | Ecuador | 0–3                                       | Chili | Estadio Hernán Ramírez Villegas, Pereira Scheidsrechter: Ivo Méndez (BOL) |
| 18 januari 2020 18:00 (UTC−5) |         | Porozo 59' (e.d.) Moya 76' Morales 90'+4' |       | Estadio Hernán Ramírez Villegas, Pereira Scheidsrechter: Ivo Méndez (BOL) |

|                               |              |     |                            |                                                                                 |
| 18 januari 2020 20:30 (UTC−5) | Colombia     | 1–2 | Argentinië                 | Estadio Hernán Ramírez Villegas, Pereira Scheidsrechter: Esteban Ostojich (URU) |
| 18 januari 2020 20:30 (UTC−5) | Carrascal 7' |     | Mac Allister 11' Gaich 51' | Estadio Hernán Ramírez Villegas, Pereira Scheidsrechter: Esteban Ostojich (URU) |

|                               |           |     |           |                                                                             |
| 21 januari 2020 18:00 (UTC−5) | Chili     | 1–0 | Venezuela | Estadio Centenario de Armenia, Armenia Scheidsrechter: Rodolpho Toski (BRA) |
| 21 januari 2020 18:00 (UTC−5) | Araos 82' |     |           | Estadio Centenario de Armenia, Armenia Scheidsrechter: Rodolpho Toski (BRA) |

|                               |                                                     |     |         |                                                                          |
| 21 januari 2020 20:30 (UTC−5) | Colombia                                            | 4–0 | Ecuador | Estadio Centenario de Armenia, Armenia Scheidsrechter: Eber Aquino (PAR) |
| 21 januari 2020 20:30 (UTC−5) | Benedetti 15' Carrascal 26' Cetré 32' Carbonero 87' |     |         | Estadio Centenario de Armenia, Armenia Scheidsrechter: Eber Aquino (PAR) |

|                               |             |     |         |                                                                               |
| 24 januari 2020 18:00 (UTC−5) | Venezuela   | 1–0 | Ecuador | Estadio Hernán Ramírez Villegas, Pereira Scheidsrechter: Andrés Matonte (URU) |
| 24 januari 2020 18:00 (UTC−5) | Soteldo 25' |     |         | Estadio Hernán Ramírez Villegas, Pereira Scheidsrechter: Andrés Matonte (URU) |

|                               |       |                      |            |                                                                             |
| 24 januari 2020 20:30 (UTC−5) | Chili | 0–2                  | Argentinië | Estadio Hernán Ramírez Villegas, Pereira Scheidsrechter: Kevin Ortega (PER) |
| 24 januari 2020 20:30 (UTC−5) |       | Capaldo 8' Pérez 57' |            | Estadio Hernán Ramírez Villegas, Pereira Scheidsrechter: Kevin Ortega (PER) |

|                               |                  |     |         |                                                                               |
| 27 januari 2020 18:00 (UTC−5) | Argentinië       | 1–0 | Ecuador | Estadio Hernán Ramírez Villegas, Pereira Scheidsrechter: Rodolpho Toski (BRA) |
| 27 januari 2020 18:00 (UTC−5) | Mac Allister 12' |     |         | Estadio Hernán Ramírez Villegas, Pereira Scheidsrechter: Rodolpho Toski (BRA) |

|                               |                             |     |               |                                                                             |
| 27 januari 2020 20:30 (UTC−5) | Colombia                    | 2–1 | Venezuela     | Estadio Hernán Ramírez Villegas, Pereira Scheidsrechter: Kevin Ortega (PER) |
| 27 januari 2020 20:30 (UTC−5) | Carrascal 45+2' Atuesta 71' |     | Hurtado 45+1' | Estadio Hernán Ramírez Villegas, Pereira Scheidsrechter: Kevin Ortega (PER) |

|                               |                    |     |                                                  |                                                                           |
| 30 januari 2020 18:00 (UTC−5) | Venezuela          | 1–4 | Argentinië                                       | Estadio Hernán Ramírez Villegas, Pereira Scheidsrechter: Ivo Méndez (BOL) |
| 30 januari 2020 18:00 (UTC−5) | Soteldo 27' (pen.) |     | Colombo 49' Zaracho 75' Álvarez 86' Bustos 90+1' | Estadio Hernán Ramírez Villegas, Pereira Scheidsrechter: Ivo Méndez (BOL) |

|                               |          |     |       |                                                                            |
| 30 januari 2020 20:30 (UTC−5) | Colombia | 0–0 | Chili | Estadio Hernán Ramírez Villegas, Pereira Scheidsrechter: Eber Aquino (PAR) |
| 30 januari 2020 20:30 (UTC−5) |          |     |       | Estadio Hernán Ramírez Villegas, Pereira Scheidsrechter: Eber Aquino (PAR) |

### Groep B
| Team     | Ptn | Wed | W | G | V | DV | DT | DS | Resultaat            |
| -------- | --- | --- | - | - | - | -- | -- | -- | -------------------- |
| Brazilië | 12  | 4   | 4 | 0 | 0 | 11 | 5  | +6 | Naar de finaleronde. |
| Uruguay  | 6   | 4   | 2 | 0 | 2 | 5  | 6  | −1 | Naar de finaleronde. |
| Bolivia  | 6   | 4   | 2 | 0 | 2 | 8  | 10 | −2 |                      |
| Paraguay | 3   | 4   | 1 | 0 | 3 | 5  | 6  | −1 |                      |
| Peru     | 3   | 4   | 1 | 0 | 3 | 4  | 6  | −2 |                      |

|                               |           |     |          |                                                                         |
| 19 januari 2020 18:00 (UTC−5) | Uruguay   | 1–0 | Paraguay | Estadio Centenario de Armenia, Armenia Scheidsrechter: Piero Maza (CHI) |
| 19 januari 2020 18:00 (UTC−5) | Rossi 48' |     |          | Estadio Centenario de Armenia, Armenia Scheidsrechter: Piero Maza (CHI) |

|                               |              |     |      |                                                                            |
| 19 januari 2020 20:30 (UTC−5) | Brazilië     | 1–0 | Peru | Estadio Centenario de Armenia, Armenia Scheidsrechter: Ángel Arteaga (VEN) |
| 19 januari 2020 20:30 (UTC−5) | Paulinho 43' |     |      | Estadio Centenario de Armenia, Armenia Scheidsrechter: Ángel Arteaga (VEN) |

|                               |                  |     |         |                                                                              |
| 22 januari 2020 18:00 (UTC−5) | Paraguay         | 2–0 | Bolivia | Estadio Hernán Ramírez Villegas, Pereira Scheidsrechter: Nicolás Gallo (COL) |
| 22 januari 2020 18:00 (UTC−5) | Bareiro 45', 88' |     |         | Estadio Hernán Ramírez Villegas, Pereira Scheidsrechter: Nicolás Gallo (COL) |

|                               |                                        |     |           |                                                                              |
| 22 januari 2020 20:30 (UTC−5) | Brazilië                               | 3–1 | Uruguay   | Estadio Hernán Ramírez Villegas, Pereira Scheidsrechter: Facundo Tello (ARG) |
| 22 januari 2020 20:30 (UTC−5) | Pedrinho 14' Cunha 31' (pen.) Pepê 77' |     | Bueno 80' | Estadio Hernán Ramírez Villegas, Pereira Scheidsrechter: Facundo Tello (ARG) |

|                               |                                                |     |                            |                                                                             |
| 25 januari 2020 18:00 (UTC−5) | Bolivia                                        | 3–2 | Uruguay                    | Estadio Centenario de Armenia, Armenia Scheidsrechter: Franklin Congo (ECU) |
| 25 januari 2020 18:00 (UTC−5) | Villarroel 25' (pen.) Ábrego 59' Saldías 90+4' |     | J. Rodríguez 78' Viñas 80' | Estadio Centenario de Armenia, Armenia Scheidsrechter: Franklin Congo (ECU) |

|                               |                      |     |                                                 |                                                                            |
| 25 januari 2020 20:30 (UTC−5) | Paraguay             | 2–3 | Peru                                            | Estadio Centenario de Armenia, Armenia Scheidsrechter: Darío Herrera (ARG) |
| 25 januari 2020 20:30 (UTC−5) | Salcedo 15' Díaz 16' |     | Gonzáles 53' Carranza 71' Arzamendia 74' (e.d.) | Estadio Centenario de Armenia, Armenia Scheidsrechter: Darío Herrera (ARG) |

|                               |      |             |         |                                                                            |
| 28 januari 2020 18:00 (UTC−5) | Peru | 0–1         | Uruguay | Estadio Centenario de Armenia, Armenia Scheidsrechter: Ángel Arteaga (VEN) |
| 28 januari 2020 18:00 (UTC−5) |      | Ginella 11' |         | Estadio Centenario de Armenia, Armenia Scheidsrechter: Ángel Arteaga (VEN) |

|                               |                                                     |     |                           |                                                                            |
| 28 januari 2020 20:30 (UTC−5) | Brazilië                                            | 5–3 | Bolivia                   | Estadio Centenario de Armenia, Armenia Scheidsrechter: Facundo Tello (ARG) |
| 28 januari 2020 20:30 (UTC−5) | Antony 3' Cunha 16' Guga 39' Reinier 61' Pepê 90+5' |     | Abrego 20', 71' Reyes 79' | Estadio Centenario de Armenia, Armenia Scheidsrechter: Facundo Tello (ARG) |

|                               |                                   |     |             |                                                                            |
| 31 januari 2020 18:00 (UTC−5) | Bolivia                           | 2–1 | Peru        | Estadio Centenario de Armenia, Armenia Scheidsrechter: Nicolás Gallo (COL) |
| 31 januari 2020 18:00 (UTC−5) | Villarroel 69' Saldías 75' (pen.) |     | Luján 90+6' | Estadio Centenario de Armenia, Armenia Scheidsrechter: Nicolás Gallo (COL) |

|                               |                       |     |                  |                                                                         |
| 31 januari 2020 20:30 (UTC−5) | Brazilië              | 2–1 | Paraguay         | Estadio Centenario de Armenia, Armenia Scheidsrechter: Piero Maza (CHI) |
| 31 januari 2020 20:30 (UTC−5) | Paulinho 75' Pepê 89' |     | R. Fernández 61' | Estadio Centenario de Armenia, Armenia Scheidsrechter: Piero Maza (CHI) |

## Finaleronde
| Team       | Ptn | Wed | W | G | V | DV | DT | DS | Resultaat                  |
| ---------- | --- | --- | - | - | - | -- | -- | -- | -------------------------- |
| Argentinië | 6   | 3   | 2 | 0 | 1 | 5  | 6  | –1 | Naar de Olympische Spelen. |
| Brazilië   | 5   | 3   | 1 | 2 | 0 | 5  | 2  | +3 | Naar de Olympische Spelen. |
| Uruguay    | 4   | 3   | 1 | 1 | 1 | 6  | 5  | +1 |                            |
| Colombia   | 1   | 3   | 0 | 1 | 2 | 3  | 6  | –3 |                            |

|                               |           |     |           |                                                                        |
| 3 februari 2020 18:00 (UTC−5) | Brazilië  | 1–1 | Colombia  | Estadio Alfonso López, Bucaramanga Scheidsrechter: Ángel Arteaga (VEN) |
| 3 februari 2020 18:00 (UTC−5) | Cunha 71' |     | Cetré 27' | Estadio Alfonso López, Bucaramanga Scheidsrechter: Ángel Arteaga (VEN) |

|                               |                                |     |                         |                                                                       |
| 3 februari 2020 20:30 (UTC−5) | Argentinië                     | 3–2 | Uruguay                 | Estadio Alfonso López, Bucaramanga Scheidsrechter: Kevin Ortega (PER) |
| 3 februari 2020 20:30 (UTC−5) | Mac Allister 18', 55' Vera 39' |     | Ramírez 67' Arezo 90+3' | Estadio Alfonso López, Bucaramanga Scheidsrechter: Kevin Ortega (PER) |

|                               |                            |     |            |                                                                      |
| 6 februari 2020 18:00 (UTC−5) | Brazilië                   | 1–1 | Uruguay    | Estadio Alfonso López, Bucaramanga Scheidsrechter: Eber Aquino (PAR) |
| 6 februari 2020 18:00 (UTC−5) | De Arruabarrena 40' (e.d.) |     | Ugarte 35' | Estadio Alfonso López, Bucaramanga Scheidsrechter: Eber Aquino (PAR) |

|                               |                    |     |                  |                                                                     |
| 6 februari 2020 20:30 (UTC−5) | Argentinië         | 2–1 | Colombia         | Estadio Alfonso López, Bucaramanga Scheidsrechter: Piero Maza (CHI) |
| 6 februari 2020 20:30 (UTC−5) | Urzi 50' Pérez 53' |     | Cetré 67' (pen.) | Estadio Alfonso López, Bucaramanga Scheidsrechter: Piero Maza (CHI) |

|                               |           |     |                                           |                                                                             |
| 9 februari 2020 18:00 (UTC−5) | Colombia  | 1–3 | Uruguay                                   | Estadio Alfonso López, Bucaramanga Scheidsrechter: Guillermo Guerrero (ECU) |
| 9 februari 2020 18:00 (UTC−5) | Cetré 78' |     | Ramírez 28' Sanabria 53' J. Rodríguez 61' | Estadio Alfonso López, Bucaramanga Scheidsrechter: Guillermo Guerrero (ECU) |

|                               |            |                             |          |                                                                         |
| 9 februari 2020 20:30 (UTC−5) | Argentinië | 0–3                         | Brazilië | Estadio Alfonso López, Bucaramanga Scheidsrechter: Alexis Herrera (VEN) |
| 9 februari 2020 20:30 (UTC−5) |            | Paulinho 13' Cunha 30', 55' |          | Estadio Alfonso López, Bucaramanga Scheidsrechter: Alexis Herrera (VEN) |